# 長寿院
長寿院（ちょうじゅいん）は、滋賀県彦根市にある真言宗醍醐派の寺院。山号は大洞山。本尊は阿弥陀如来と日本三大弁財天の一つとされる弁財天。大洞弁財天と呼ばれている。

## 歴史
元禄8年（1695年）に彦根藩主井伊直興が、領内の安泰と彦根藩領内にあったかつての古城の主237人を慰霊するために、彦根城の鬼門にあたる地に当寺を建立した。
井伊直興は楽々園・玄宮園を作った人物である。直興は貞享5年（1688年）に日光東照宮の改修総奉行に任じられたこともあり、当時東照宮の改修に携わった地元の甲良大工を動員して建立を行った。なかでも弁財天堂は各所に彫刻が施された豪華な造りとなっている。そのため当院は「彦根日光」とも称せられる。
建立の際には藩内全ての領民に一文の寄進を呼びかけており、25万9526人にものぼる人々からの寄進が集まっている。現在もそれらの人達の寄進帳が保管されている。
かつて当院の麓には、琵琶湖の内湖である松原内湖があった。
当院の南には、井伊家ゆかりの井伊神社と龍潭寺がある。楼門からは彦根城が真正面に見える。

## 境内
- 弁財天堂（重要文化財） - 元禄8年（1695年）建立。権現造り（本堂、石の間、礼堂）で建築されている。
- 阿弥陀堂（滋賀県指定有形文化財） - 元禄8年（1695年）建立。阿弥陀堂前の踏み石の下には、西国三十三所、坂東三十三箇所、秩父三十四箇所の計百ヶ所の観音霊場と、更に諸国の霊仏霊社計281ヶ所のお砂が埋められている。
- 奥内宮（白蛇殿） - 祭神：白蛇光明王。天保13年（1842年）に井伊直亮が建立。
- 奥之院（宇賀神堂） - 祭神：宇賀神。安永4年（1775年）に井伊直幸が建立。
- 庫裏
- 宝蔵（滋賀県指定有形文化財） - 元禄8年（1695年）建立。校倉造で建てられた物では全国で11番目に古い。
- 鎮守社
- 経蔵（滋賀県指定有形文化財） - 元禄12年（1699年）建立。全国で8番目に古い経蔵。
- 楼門（滋賀県指定有形文化財） - 二天門。楼上には甲冑をつけた大黒天が祀られている。
- 総門
- 子安地蔵堂

## 文化財

### 重要文化財
- 弁財天堂 附：棟札 1枚

### 滋賀県指定有形文化財
- 阿弥陀堂
- 楼門
- 経蔵
- 宝蔵

## 前後の札所
びわ湖百八霊場
53 青岸寺　-　54 長寿院　-　55 龍潭寺
近江七福神（弁財天）
井伊家ゆかりのふく福めぐり
7 滋賀縣護國神社　-　8 長寿院　-　9 龍潭寺

## 所在地
滋賀県彦根市古沢町1139